# Кульмино Малое
Кульмино Малое — деревня в Холмогорском районе Архангельской области.

## География
Находится в центральной части Архангельской области на расстоянии приблизительно 4 км на запад-северо-запад по прямой от села Емецк на берегах озера Кульмино.

## История
В 1859 году здесь (тогда деревня Холмогорского уезда Архангельской губернии) было учтено 5 дворов. До 2022 года входила в Емецкое сельское поселение до его упразднения.

## Население
Численность населения: 33 человека (1859 год), 6 (русские 100 %) в 2002 году, 5 в 2010.